# Ематион
Ематион (на гръцки: Ἠμαθίων) според древногръцката митология е тракийски владетел на областта Пиерия. Твърде оплетения генезис в Теогонията свързва това име с названието на областта Македония, а оттук македоните се предпоставят за родствени на траките.
Ематион се свързва и с Троада и древна Троя.